# Brain Failure
Brain Failure (腦濁, nǎozhuó) ist eine 1995 gegründete Punk-Rock-Band aus Peking, deren Stil vor allem durch Bands wie Rancid und The Clash beeinflusst wurde. Die Band spricht in ihren Songs vor allem politische und personalpolitischen Themen an, so z. B. in dem Song Living In The City, in dessen Refrain das Wort Anarchy (Anarchie) erklingt.
Die Band ging außerdem schon mit vielen bekannten Punkbands auf Tour, z. B. mit den Dropkick Murphys, The Business und The Unseen, welche unter anderem aus Boston, Massachusetts stammen.
Außerdem wurde eine Split-EP mit Big D and the Kids Table, einer weiteren Band aus Boston im Februar 2007 veröffentlicht.

## Diskografie
- Fucked Up! (Demo) – 1998
- Fairy Tale Of Bejing (Demo) – 2000
- Brain Failure Live (Demo) – 2002
- Turn On The Distortion (Album) – 2003
- American Dreamer (Album) – 2004
- Brain Failure (EP) – 2004
- Music Video and Live Performances DVD 2003–2005 (DVD) – 2005
- Bejing To Boston (Split-Single mit Big D and the Kids Table) – 2006
- Coming Down to Beijing (Album, Auswahl einiger neuaufgenommener Songs aus Turn on the Distortion, nur in China veröffentlicht) – 2007
- A Box in The Broken Ball (EP) – 2008
- Downtown Production (Album, nur in China veröffentlicht) – 2009